# Julie Zeilinger
Julie Zeilinger (* 24. Februar 1993 in Pepper Pike, Ohio) ist eine US-amerikanische feministische Bloggerin und Autorin. Sie arbeitet auch journalistisch, unter anderem für die Huffington Post, Feminist.com, das Skirt Magazine, The Frisky, und Feministing.

## Werdegang
Bekanntheit erlangte Zeilinger als Gründerin des feministischen Blogs The FBomb, den sie bereits mit 16 Jahren begann, nach eigener Auskunft, weil die feministischen Mainstream-Blogs nicht die Perspektive von Teenagern repräsentierten. 2010 nahm die britische Zeitung The Times Zeilingers Blog The FBomb in die Liste der 40 Blogger, die wirklich zählen auf. Das Womens day-Magazin wählte Zeilinger unter die acht einflussreichsten Blogger unter 21 und das More Magazine beschrieb sie als eine der Neuen Feministinnen, die Sie kennen müssen.
Ihr Buch A Little F'd Up: Why Feminism is Not a Dirty Word. erschien am 17. April 2012 und wurde unter den „highlights feminist books for young readers“ in die Amelia-Bloomer-Liste der amerikanischen Bibliotheken 2013 aufgenommen.
Zeilinger studiert derzeit (Stand: Oktober 2015) am Barnard College der Columbia University in New York City.

## Schriften
- A Little F'd Up. Why Feminism is Not a Dirty Word. Seal Press. ISBN 978-1-58005-371-6.